# Deutschnationale Volkspartei

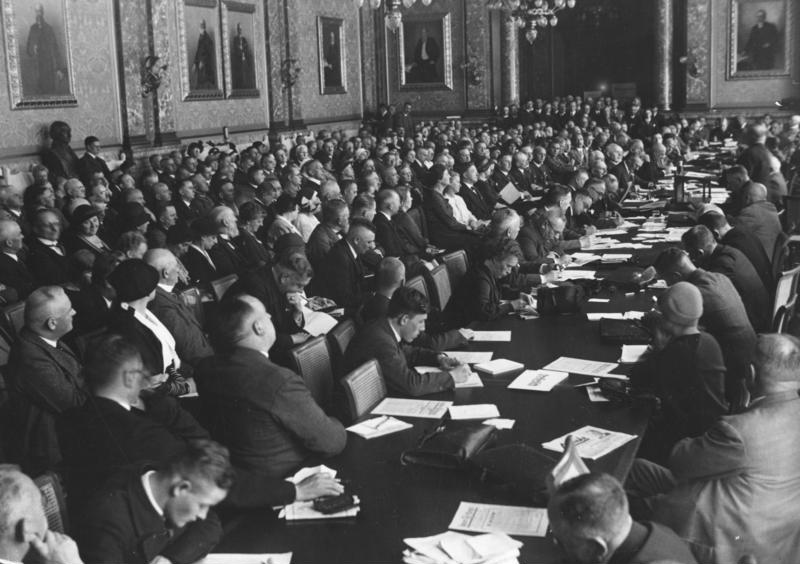
Reichsführertagung der DNVP 1932, Geheimrat Reinhold Quaatz hält eine Rede

Die Deutschnationale Volkspartei (DNVP) war eine nationalkonservative Partei in der Weimarer Republik, deren Programmatik Nationalismus, Nationalliberalismus, Antisemitismus, kaiserlich-monarchistischen Konservatismus sowie völkische Elemente enthielt. Nachdem sie anfänglich eindeutig republikfeindlich gesinnt gewesen war und beispielsweise den Kapp-Putsch von 1920 unterstützt hatte, beteiligte sie sich ab Mitte der 1920er Jahre zunehmend an Reichs- und Landesregierungen. Nach der Wahlniederlage von 1928 und der Wahl des Verlegers Alfred Hugenberg zum Parteivorsitzenden vertrat die Partei jedoch wieder extreme nationalistische Positionen. Infolge der Kooperation mit der NSDAP verlor die DNVP ab 1930 zunehmend an Bedeutung. Am 30. Januar 1933 beteiligte sie sich an einer Koalitionsregierung mit der NSDAP. Die Abgeordneten der DNVP stimmten wie alle anderen Parteien außer der SPD für das Ermächtigungsgesetz vom 24. März 1933, das den Weg in die Diktatur ebnete. Nachdem sich die DNVP Anfang Mai 1933 noch in Deutschnationale Front umbenannt hatte, löste sie sich im Juni 1933 selbst auf. Ihre Abgeordneten schlossen sich der NSDAP-Fraktion an.

## Geschichte

### Gründung

Wahlplakat 1932

Die Deutschnationale Volkspartei wurde am 24. November 1918 gegründet und bestand bis zum Juni 1933. Sie war Nachfolger der Deutschkonservativen Partei, der Reichs- und Freikonservativen Partei, der Vaterlandspartei sowie einer Reihe kleinerer nationalkonservativer und zum Teil antisemitischer Gruppierungen, wie z. B. der Deutschvölkischen Partei; außerdem schlossen sich einzelne Angehörige des rechten Flügels der Nationalliberalen Partei der DNVP an. Die DNVP sah sich als Vertreter der „vaterländischen Verbände“. Aus diesem Grunde nahm sie in ihren Parteinamen das Attribut deutschnational auf, das im Deutschen Kaiserreich und in der Weimarer Republik, anders als beim österreichischen Deutschnationalismus, „völkisch“ und „vaterländisch“ bedeutete.
Erster Vorsitzender wurde Oskar Hergt. Kuno Graf Westarp, der bei den Gründungsverhandlungen eine große Rolle gespielt hatte, erschien wegen seiner Verwicklung in die Kriegspolitik nicht als Unterzeichner des Gründungsaufrufs. Weitere führende Deutschnationale in der Frühzeit der Partei waren Karl Helfferich und Alfred von Tirpitz. Trotz aller Kontinuitäten mit den Vorgängerparteien wurde schon bei der Gründung eine wichtige Neuerung der Nachkriegszeit deutlich: Obwohl die Konservativen sich mehrheitlich gegen das Frauenwahlrecht ausgesprochen hatten, akzeptierte die DNVP es, als es 1918 im Deutschen Reich eingeführt wurde. Sogar bei der Gründung der Partei war mit Margarete Behm eine Frau beteiligt.
Die Wahl zur Nationalversammlung am 19. Januar 1919 verlief für die rechtsgerichteten Parteien nicht erfolgreich: Die DVP, im Wesentlichen die Nachfolgepartei der Nationalliberalen, erreichte lediglich 4,4 %, die DNVP 10,3. Auch wenn der Vergleich mit der letzten Vorkriegswahl von 1912 aufgrund der veränderten Umstände nur sehr bedingt taugt, so bedeutete der Wahlausgang für DVP und DNVP zusammengerechnet bei einer Reduzierung der Stimmenanteile um die Hälfte eine deutliche Niederlage. Für die Mehrheitsbildung spielten beide Parteien keine Rolle.
Bereits auf dem ersten Parteitag der DNVP am 6. Juli 1919 versuchte der ultrarechte Flügel die Partei auf einen antisemitischen Kurs festzulegen, wobei er von vielen Seiten Unterstützung erfuhr, Widerstand kam allerdings von den Spitzengremien der Partei. Im Sommer 1919 wurde der 40-köpfige Vorstand der Partei gewählt, dem nur zwei Vertreter des völkischen Flügels angehörten. Damit wurden die Völkischen in der Parteileitung kaum repräsentiert, auch wenn die vergleichsweise gemäßigten konservativen Nationalisten in der Partei sich selbst zunehmend dem Antisemitismus annäherten. So erreichte der völkische Flügel bereits im Oktober einen Beschluss des Hauptvorstands, mit dem sich die Partei gegen die angebliche „Vorherrschaft des Judentums, die […] immer verhängnisvoller“ hervortrete, wandte. Dieser ging fast wörtlich in das Parteiprogramm von 1920 über.

Oskar Hergt
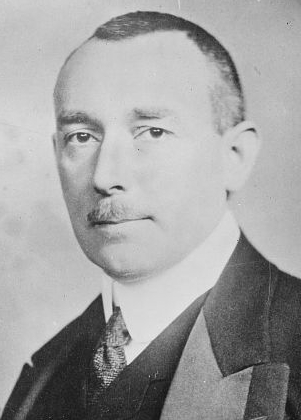
Karl Helfferich
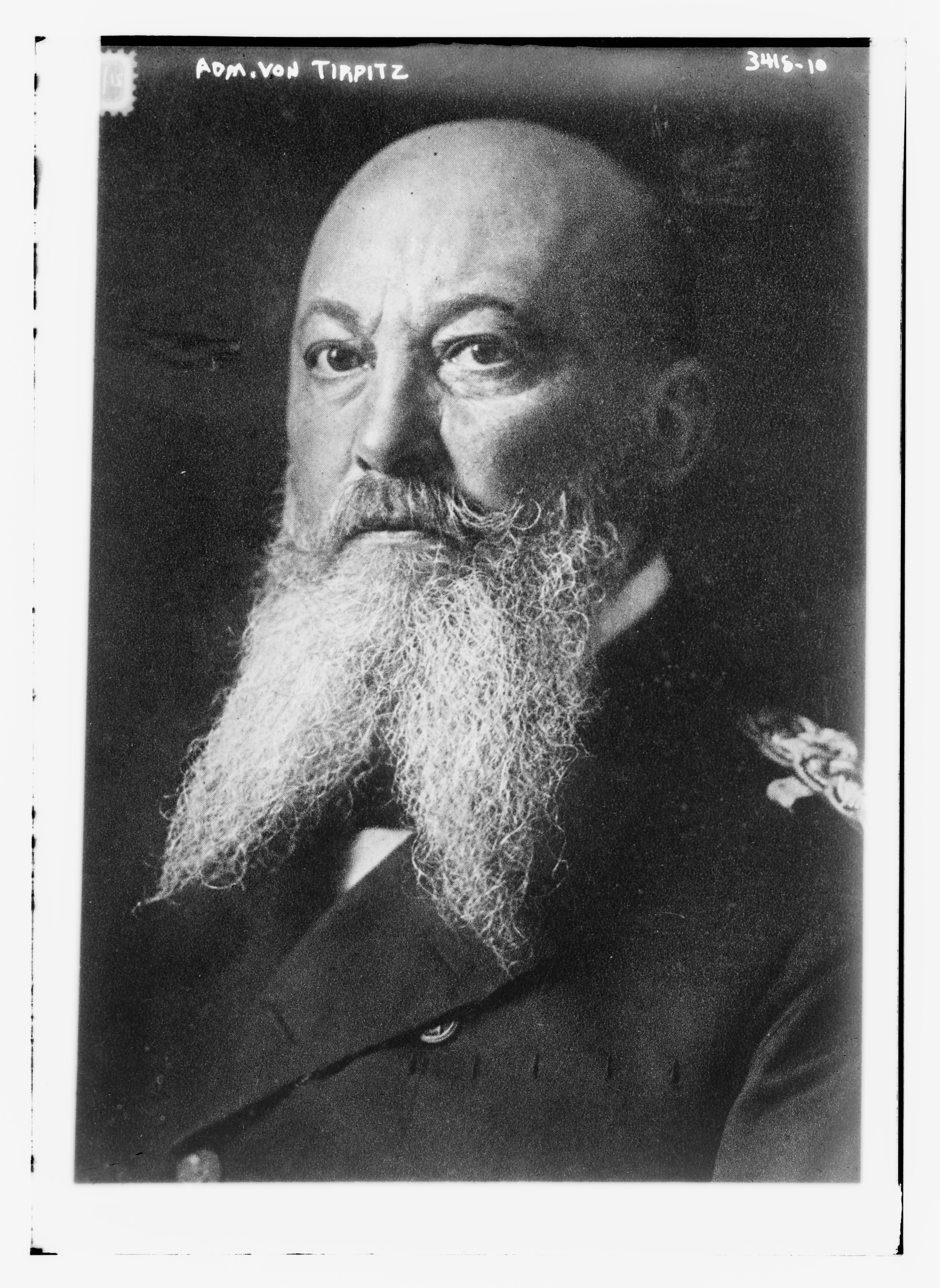
Alfred von Tirpitz
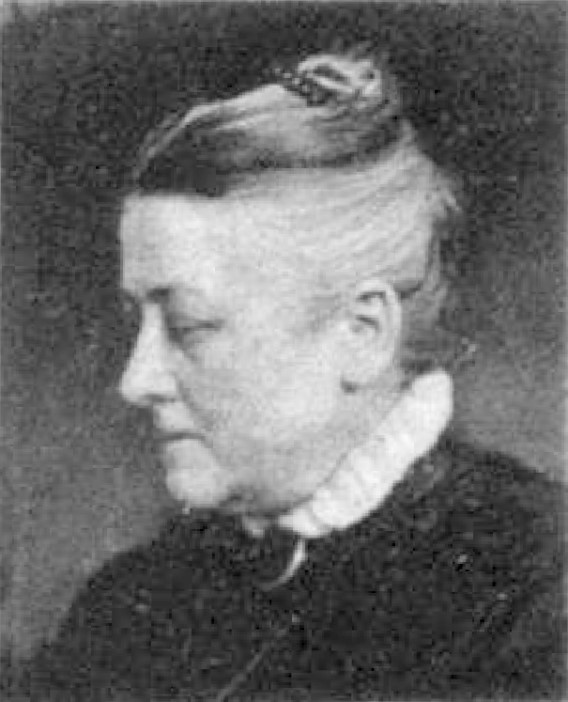
Margarete Behm

### Unterstützer, Wählerschaft und Mitglieder
Die DNVP bezog ihre Programmatik aus dem völkischen Nationalismus, Nationalkonservatismus, Monarchismus und Antisemitismus. Unterstützt wurde sie vor allem von ostelbischen Großgrundbesitzern, Adligen und ehemaligen Offizieren der alten Armee und Marine. Zu ihrer Wählerschaft zählten aber auch Freiberufler, Intellektuelle, Beamte, Bauern, Teile der nicht von der politischen Linken oder dem katholischen Zentrum erfassten Arbeiter sowie Angestellte. So ist es erklärbar, dass die Partei in ihrer Blütezeit Mitte der 1920er Jahre in einigen pommerschen Landkreisen bei Reichstagswahlen Zweidrittelmehrheiten erzielte. 1919 hatte die DNVP rund 350.000 Mitglieder. Deren Anzahl stieg bis 1923 auf etwa 950.000. Die Partei profitierte stark vom Frauenwahlrecht. Ab 1928 waren Mitgliederzahl und Wahlergebnisse rückläufig. Für Angestellte bestand mit dem bereits 1893 gegründeten Deutschnationalen Handlungsgehilfen-Verband (DHV), der auch gewerkschaftliche Funktionen erfüllte, ein organisatorisch unabhängiges, aber parteinahes Sammelbecken.
Die bekanntesten Gründer und Mitglieder waren Oskar Hergt (ehemaliger preußischer Finanzminister), Alfred von Tirpitz (Großadmiral im Ersten Weltkrieg und Begründer der deutschen Hochseeflotte), Wolfgang Kapp (ehemals Vaterlandspartei und Initiator des Kapp-Lüttwitz-Putsches im März 1920), Alfred Hugenberg (bis 1918 Vorstandsvorsitzender der Friedrich Krupp AG, dann bis 1933 einflussreicher Medienunternehmer, ab 1928 Vorsitzender der Partei und schließlich Wirtschaftsminister im ersten Kabinett Hitler), Karl Helfferich, ein ehemaliger Staatssekretär der Reichsfinanzen, dessen ursprünglich liberale Einstellung sich zu einer konservativ-nationalistischen wandelte und der einer der entschiedensten Wortführer der Deutschnationalen wurde, ferner Johann Victor Bredt, der die Partei später verließ und die Wirtschaftspartei gründete, Hermann Dietrich, der Priester und Professor Kurt Ziesché, der Hygieniker Max von Gruber, der Zoologe Richard Hertwig, Siegfried von Kardorff, die Psychiater Emil Kraepelin und Ernst Rüdin, Martin Schiele, Wilhelm Wallbaum, Ferdinand Werner und Kuno Graf von Westarp. Auch Käthe Schirmacher, eine zuvor eher linksgerichtete Frauenrechtlerin, die Sozialpädagogin Anna von Gierke sowie die Theologen Gottfried Traub und Reinhard Mumm saßen ab 1919 für die DNVP in der Weimarer Nationalversammlung.
Die DNVP stand im rechtskonservativen Spektrum des Parteiensystems. Im Gegensatz zu den Konservativen der Kaiserzeit konnte sie allerdings ihre soziale Basis erweitern und neben ihren Hochburgen in den ostelbischen Agrargebieten (Mecklenburg, Brandenburg, Pommern, Ostpreußen) auch in den städtischen Unter- und Mittelschichten Wähler gewinnen. In den Anfangsjahren bekämpfte sie die Republik und tat sich in zum Teil hasserfüllter Polemik gegen Repräsentanten des neuen demokratischen Staates hervor, namentlich gegen Reichspräsident Friedrich Ebert sowie gegen die späteren Mordopfer Walther Rathenau und Matthias Erzberger. Im Falle des letzteren sieht der Historiker Ulrich Herbert eine „Arbeitsteilung“ zwischen dessen Verleumder Helfferich und den rechtsradikalen Studenten der Organisation Consul, die Erzberger im August 1921 ermordeten.
Im Reichstag sowie in verschiedenen Landtagen bildete die DNVP eine Fraktionsgemeinschaft mit den Abgeordneten des Landbunds, die auf eigenen Listen regionaler Gliederungen des Reichslandbundes (z. B. Hessischer Bauernbund, Thüringer Landbund, Württembergischer Bauern- und Weingärtnerbund) gewählt worden waren.
In Württemberg trat die DNVP unter der Bezeichnung Württembergische Bürgerpartei auf, in Bayern als Bayerische Mittelpartei. Außerhalb des Deutschen Reiches gab es die DNVP in der Freien Stadt Danzig. In Österreich repräsentierte zu dieser Zeit die mit der DNVP eng verwandte Großdeutsche Volkspartei das deutschnationale Lager.

### 1920 bis 1928
Mit dem Kapp-Putsch vom März 1920 sympathisierten viele Mitglieder, zumal Kapp selber DNVP-Mitglied war. Gottfried Traub hatte sich den Putschisten als Kultusminister zur Verfügung gestellt und agierte während des Putsches in der Reichskanzlei als „eine Art Informationschef“ für Kapp und Lüttwitz. Als Außenminister war Ulrich von Hassell vorgesehen, der Gründer der „Staatspolitischen Arbeitsgemeinschaft“ innerhalb der DNVP. Offene Unterstützung erhielten sie aber sonst nur von wenigen führenden DNVP-Politikern, am meisten noch von ostelbischen Junkern. Nachdem der Putsch zusammengebrochen war, bemühte sich der Parteivorsitzende Hergt darum, die DNVP von jedem Ruch einer Verwicklung in die Staatsstreichpläne zu reinigen, und schwächte damit den rechten Parteiflügel. Weil der Partei diese Distanzierung nicht geglaubt wurde, konnte sie bei den Reichstagswahlen vom 6. Juni 1920 ihr Wählerpotenzial nicht ausschöpfen: Viele ihrer Anhänger machten lieber bei der staatstreuen DVP ihr Kreuz. Dennoch war das Ergebnis ein Erfolg für die Partei, denn sie hatte über eine Million Wähler mehr als 1919 und landete reichsweit bei 15 Prozent, womit sie in etwa wieder den Stand ihrer Vorgängerparteien bei der  Reichstagswahl 1912 erreichte.
Nach dem Kapp-Putsch sah sich die Parteileitung gezwungen, sich von den einflussreichen Freikorps-nahen rechtsradikalen und antisemitischen Abgeordneten zu distanzieren. So warb sie für einen Ausschluss des Abgeordneten Wilhelm Henning, der zuvor mit antisemitischer Sprache Rathenau öffentlich gedroht hatte. Die Solidarisierung der Abgeordneten Albrecht von Graefe und Reinhold Wulle mit dem aus der DNVP-Fraktion ausgeschlossenen Henning führte, über die Gründung der „Deutschvölkischen Arbeitsgemeinschaft“ mit Wulle und Graefe im November 1922, zur Abspaltung der besonders völkisch-antisemitischen und Freikorps-nahen Teile der Partei. 1922 spaltete sich ein großer Teil der antisemitischen Kräfte innerhalb der Partei ab und gründete mit anderen deutsch-völkisch orientierten Verbänden die radikal antisemitische Deutschvölkische Freiheitspartei.
Die Reichstagswahlen des Jahres 1924 im Mai und im Dezember brachten der DNVP trotz der Abspaltung der Völkischen erneut Gewinne und die gouvernemental-konservativen Kräfte setzten Regierungsbeteiligungen der DNVP auf Reichsebene durch. In dieser Zeit arbeitete die DNVP in verschiedenen Koalitionen konstruktiv in den Regierungen mit und stellte in den Kabinetten Luther I 1925, Marx III 1926 und Marx IV 1927 verschiedene Minister. Als solche fungierten z. B. Otto von Schlieben als Reichsfinanzminister, Albert Neuhaus als Reichswirtschaftsminister, Oskar Hergt als Vizekanzler und Reichsjustizminister, Walter von Keudell und Martin Schiele als Reichsinnenminister oder Wilhelm Koch als Reichsverkehrsminister. Außer Oskar Hergt entsandte die DNVP keine Spitzenpolitiker in die jeweiligen Kabinette.
Auch in einer Reihe von Ländern (u. a. Bayern, Bremen, Mecklenburg-Schwerin, Mecklenburg-Strelitz, Sachsen, Württemberg) gelangte die DNVP im Rahmen von Koalitionen zeitweise an die Regierung.

### 1928 bis 1930
Bei der Reichstagswahl 1928 erlitt die DNVP eine empfindliche Wahlniederlage. Sie verlor 30 Sitze im Reichstag und ihren Status als zweitstärkste Kraft, was eine parteiinterne Diskussion auslöste. Der aus dem Deutschen Gewerkschaftsbund kommende, dem linken Flügel der Partei angehörende Walther Lambach veröffentlichte im Juni 1928 den Aufsatz Monarchismus und setzte sich dafür ein, die Partei für Monarchisten und konservative Republikaner gleichermaßen zu öffnen, was einen Sturm der Entrüstung bei den konservativen Mitgliedern hervorrief. Alfred Hugenberg antwortete mit dem Artikel Block oder Brei, was zur Spottreaktion „Durch Reinheit zur Kleinheit“ führte. Für die radikalen Kreise hatte sich die Regierungsbeteiligung der Partei nicht ausgezahlt und Hugenberg wurde zum Parteivorsitzenden gewählt, der einen erneuten Rechtsruck einleitete und gemäßigte Kräfte wie den ehemaligen Parteivorsitzenden Kuno von Westarp oder Gottfried Treviranus und Lambach aus der Partei verdrängte.
Lambach selbst schrieb anlässlich seines Austritts aus der DNVP an den Parteivorsitzenden Hugenberg unter anderem Folgendes:

„Durch Ihren Brief nach Amerika und die darin enthaltene Aufforderung an ausländische Kapitalisten zur Beteiligung am Kampfe gegen große Teile der deutschen Arbeitnehmerschaft haben Sie den Weg zur innerdeutschen Verständigung über innerdeutsche soziale Fragen verlassen […]“

Der linke Flügel, der die Interessen von Arbeitern und Angestellten vertrat und sich in der Frage der Staatsform nicht festlegte, war mit Lambachs und anderer Ausscheiden nicht mehr repräsentiert.
Der Versuch der Dissidenten, die Partei zu spalten oder wenigstens einen Teil der Abgeordneten und Wähler mit zur neu gegründeten Konservativen Volkspartei (KVP) hinüberzuziehen, misslang allerdings weitgehend. Die Christlich-Nationale Bauern- und Landvolkpartei (CNBL), oft kurz Landvolk genannt, entstand 1928 als eine weitere Abspaltung der DNVP. Auch hier versammelten sich gemäßigte Politiker, die aus Opposition gegen Hugenberg die Partei verlassen hatten. Im Dezember 1929 bildeten die neun bisher fraktionslosen Abgeordneten der CNBL gemeinsam mit zwölf Abgeordneten, die aus der DNVP-Fraktion ausgetreten waren, im Reichstag die Fraktion Christlich-Nationale Arbeitsgemeinschaft. Durch die Abspaltungen wurde jeglicher innerparteilichen Opposition gegen den nun offen republikfeindlichen Kurs Hugenbergs der Boden entzogen. Eine parlamentarische Zusammenarbeit mit Parteien, die auf dem Boden der Weimarer Reichsverfassung standen, war von nun an ausgeschlossen.
Im Jahre 1929 kooperierte die DNVP mit der NSDAP beim Volksbegehren zur Ablehnung des Young-Planes.

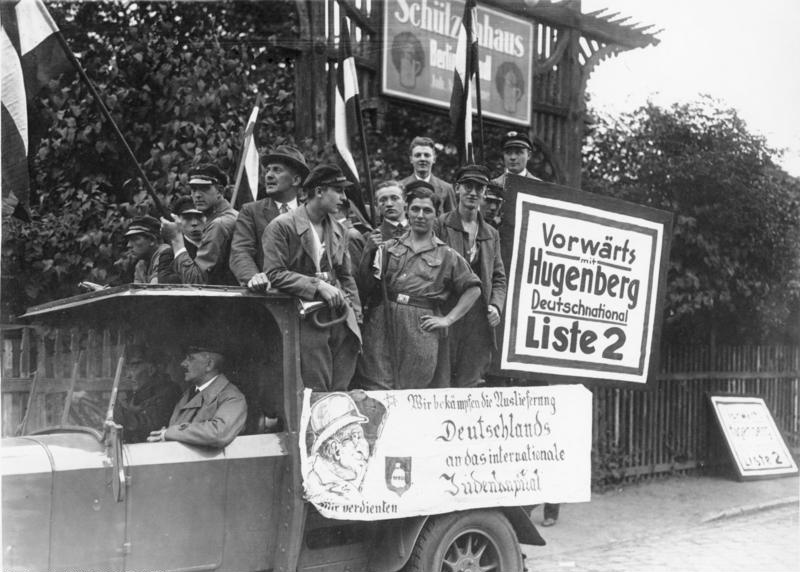
Antisemitische Wahlwerbung zur Reichstagswahl 1930

Die Reichstagswahl 1930 endete für die durch die oben genannten Sezessionen und durch den Aufstieg der NSDAP geschwächte Partei mit einem Desaster. Für sie votierten noch 7,0 % der Wähler; sie hatte 60 Prozent ihrer Wähler von Dezember 1924 verloren und wurde nur noch fünftstärkste Kraft im Reichstag. Ein Großteil der Wähler ging zur NSDAP über, die in Ostpreußen die relative Mehrheit erreichte und die DNVP als stärkste Partei dort ablöste, ein beträchtlicher Anteil ebenfalls zu den nach den Spaltungen von 1928/1929 neu entstandenen Parteien. So wurde die DNVP in den protestantischen mittel- und oberfränkischen Gebieten Bayerns, wo sie 1928 noch etwa bei einem Viertel der Stimmen gelegen hatte, marginalisiert und erreichte in beiden Regierungsbezirken unter drei Prozent, während die Landvolkpartei in elf Landkreisen (damals Bezirksämtern) stärkste Partei wurde, ebenso im Stadtkreis und im Landkreis Siegen, wo der neu antretende CSVD relative Mehrheiten erzielte und die DNVP ebenfalls auf den Stand einer Kleinpartei (4,0 bzw. 3,6 %) reduziert wurde. Dort hatte vor 1918 die Christlichsoziale Partei des Hofpredigers Stoecker ihre Hochburgen gehabt, so dass auch die christlich-soziale Tradition, die bei der Gründung der DNVP eine wesentliche Rolle gespielt hatte, wegbrach.
Die aus den Parteispaltungen hervorgegangenen Parteien KVP, Landvolk und CSVD vereinigten 6,5 % der Stimmen auf sich und blieben damit hinter den Erwartungen zurück. Sie konnten dennoch etwa die Hälfte der ehemaligen DNVP-Wähler für sich gewinnen. Heinrich Brüning, der seit März 1930 einem nicht mehr von der Mehrheit des Reichstags gestützten Kabinett vorstand, nahm Politiker des Landvolks (Martin Schiele) und der KVP (Gottfried Treviranus) in seine Regierung auf. Auch der CSVD, obwohl nicht an der Regierung beteiligt, unterstützte sie.
Für die Mehrheitsbildung im Reichstag spielte die DNVP dagegen keine Rolle mehr, da sie unter Hugenbergs Führung für eine Regierungsbeteiligung oder Tolerierung einer nicht ausgesprochen rechtsgerichteten Regierung nicht mehr zur Verfügung stand.

### Bedeutungsverlust und Wahlteilnahme alsKampffront Schwarz-Weiß-Rot

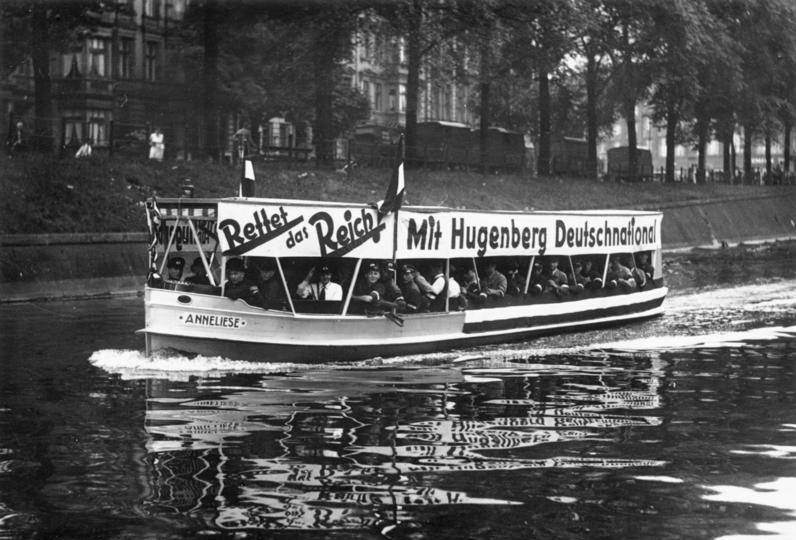
Wahlwerbung zur Reichstagswahl vom Juli 1932

Nach dem Ergebnis der Reichstagswahl von 1930 geriet die DNVP gegenüber der NSDAP deutlich ins Hintertreffen, bildete aber mit dieser zusammen am 11. Oktober 1931 die kurzlebige Harzburger Front. Die DNVP verlor immer mehr an Bedeutung. Bei der Reichspräsidentenwahl 1932 geriet sie insofern in eine Zwickmühle, als sie sich weder für Adolf Hitler noch für Paul von Hindenburg, den sie bei der vorherigen Wahl 1925 unterstützt hatte, aussprechen wollte. Ihr Kandidat Theodor Duesterberg landete im ersten Wahlgang abgeschlagen auf dem vierten Platz.
Bei der Reichstagswahl im Juli 1932 schnitt die DNVP erneut schlechter ab, hielt sich aber im Vergleich zu den anderen konservativen und bürgerlichen Parteien, die, außer dem Zentrum und der BVP, bis zu 90 Prozent ihrer Wähler verloren, mit 5,9 % noch auf einem achtbaren Niveau. Das Präsidialkabinett Papen wurde von der Partei unterstützt; ihm gehörten – allerdings bis dahin weitgehend unbekannte – DNVP-Mitglieder als Minister an. Daher unterstützte sie u. a. mittels der Werbezentrale Volksdienst diese Regierung.
Die Wahl im November 1932 bedeutete eine Wahlniederlage für die NSDAP und einen Gewinn unter anderem für die DNVP, die sich auf 8,3 Prozent der Stimmen steigern konnte. Da NSDAP und KPD zusammen eine für die Regierungsbildung nicht nutzbare Mehrheit im Reichstag hatten, war eine Rückkehr zu parlamentarischen Verhältnissen weiterhin nicht möglich. Auch im danach ernannten Präsidialkabinett Schleicher waren DNVP-Mitglieder vertreten.
Am 30. Januar 1933 trat die DNVP in das Kabinett Hitler ein. Hugenberg übernahm sowohl das Reichswirtschaftsministerium als auch das Reichsministerium für Ernährung und Landwirtschaft. Zur Reichstagswahl März 1933 trat die DNVP unter der Bezeichnung Kampffront Schwarz-Weiß-Rot an. Sie erreichte acht Prozent der Stimmen und damit 52 Sitze im Reichstag. Der DNVP-Vorsitzende Hugenberg setzte die Koalition mit Hitlers NSDAP fort.

### Umbenennung inDeutschnationale Frontund Selbstauflösung
Am 5. Mai 1933 benannte sich die DNVP um in Deutschnationale Front. Auch viele Parteikörperschaften wurden umbenannt, z. B. „Führerstab“ statt Parteivorstand. Etwa zu diesem Zeitpunkt eröffnete Hitler Hugenberg, dass er die DNVP in die NSDAP eingliedern wolle, was dieser jedoch ablehnte. Während der Londoner Weltwirtschaftskonferenz im Juni 1933 wurde der Entwurf einer Rede Hugenbergs bekannt, in der die Forderungen nach Rückgabe der deutschen Kolonien in Afrika und Erschließung von Siedlungsraum im Osten enthalten waren. Hitler kamen jedoch aggressive Töne dieser Art in der Phase der geheimen Aufrüstung und der beschwichtigenden „Friedensreden“ nicht gelegen. Damit kam Hugenberg in Bedrängnis.
Von Ende Mai bis Anfang Juni traten die DNVP-Reichstagsabgeordneten Eduard Stadtler und Martin Spahn zur NSDAP über. Am 21. Juni wurden die deutschnationalen Jugend- und Selbstschutzverbände (u. a. der Kampfring junger Deutschnationaler) aufgelöst, weil sie angeblich kommunistisch und sozialdemokratisch durchsetzt seien. Einzelne Landes- und Kreisverbände reagierten mit Selbstauflösung. Daraufhin reichte Hugenberg am 27. Juni 1933 seinen Rücktritt ein. Am selben Tag löste sich die DNVP auf Druck der NSDAP selbst auf. Ihre Reichstagsabgeordneten schlossen sich unverzüglich der NSDAP-Fraktion als Mitglieder oder Hospitanten an, für die sie gegen Ende der Republik ohnehin nur noch „Steigbügelhalter“ waren.

### Kontroverse nach der Auflösung
Es ist nicht geklärt, inwieweit die von der Parteispitze betriebene Selbstauflösung der Haltung der Mitglieder entsprach. Bekannt ist, dass sich seit den Wahlen im März gegensätzliche Meinungen gebildet hatten: Einige wollten das Verbot der DNVP abwarten, weil sie auf Hilfe des Reichspräsidenten oder der Reichswehr hofften oder weil sie die Unterschiede zwischen der deutschnationalen und der nationalsozialistischen Weltanschauung für unüberbrückbar hielten. Andere drängten auf eine rasche Selbstauflösung, weil sie Widerstand als aussichtslos ansahen. Eine dritte Strömung befürwortete eine aktive Verschmelzung mit der NSDAP, weil die Unterschiede zwischen den Parteien ohnehin kaum noch ins Gewicht fielen.
Dass es zu keiner Auseinandersetzung zwischen diesen Gruppen und auch zu keiner Spaltung kam, lag an den Umständen. Als Hugenberg am Mittag des 27. Juni dem Reichskanzler sein Abschiedsgesuch überreichte, erklärte er, seine Partei wolle nicht in die Opposition übergehen, sondern zunächst abwartend beiseitetreten. Hugenberg glaubte, dass die Parteiführung nach seinem Austritt aus dem Kabinett frei über die Zukunft der DNVP entscheiden könne. Diese hatte jedoch schon tags zuvor Axel von Freytagh-Loringhoven und Werner Steinhoff ermächtigt, bei Wilhelm Kube und Reichsinnenminister Wilhelm Frick (beide NSDAP) wegen einer etwaigen Selbstauflösung der DNVP „vorzufühlen“. Das wurde Hitler sofort überbracht. Es gab daher kaum noch Spielraum, als die Parteiführung am Nachmittag des 27. Juni über ihre Selbstauflösung abstimmte: 56 Stimmen dafür und 4 dagegen.
Der Streit darüber, ob die Selbstauflösung unausweichlich war, hielt (mindestens) bis Herbst 1935 an.

### Widerstand gegen den Nationalsozialismus
Bedeutende Widerstandskämpfer gegen den Nationalsozialismus kamen aus der DNVP oder ihrem Umfeld (u. a. Carl Friedrich Goerdeler, Ewald von Kleist-Schmenzin, Ferdinand von Lüninck, Fritz Goerdeler, Ulrich von Hassell, Robert Lehr und Paul Lejeune-Jung, der die DNVP aus Protest gegen Hugenbergs radikalen Kurs allerdings 1929 verlassen hatte). Dies gilt insbesondere für das Attentat vom 20. Juli 1944.

### Versuche einer Neu- bzw. Wiedergründung

#### Erster Versuch (1945–1950)
Bereits im Herbst 1945 gab es in der britischen Besatzungszone Bestrebungen, die DNVP unter anderem Namen zu reaktivieren. Zu dieser Zeit bildeten sich die Deutsche Konservative Partei und die Deutsche Aufbaupartei, welche 1946 fusionierten. Der neue Parteiname lautete Deutsche Rechtspartei – Konservative Vereinigung. Die programmatische Basis bildete das „Manifest der Rechten“, auch „Konservatives Manifest“ genannt: Dieses Parteiprogramm war gemäßigter als die Programme der vormaligen DNVP; man gab sich von den Versuchungen des extremen Nationalismus und Antisemitismus geläutert und wollte eine parlamentarische Monarchie in einem in Europa integrierten, einheitlichen Deutschland auf christlich-ethischen Grundlagen errichten. Trotzdem strömten ab 1948 frühere NSDAP-Mitglieder in die DNVP-Nachfolgepartei, sodass es bald zwei Flügel gab: einen deutschnational-konservativen und einen völkisch-nationalistischen. 1948 erfolgte die Umbenennung in Deutsche Konservative Partei – Deutsche Rechtspartei (DKP-DRP); unter dieser Bezeichnung kandidierte sie 1949 in der Britischen Besatzungszone für den Bundestag und kam bundesweit auf 1,8 % der Stimmen. In den 1. Bundestag entsandte die Partei fünf Abgeordnete aus Niedersachsen, da sie in Form der Deutschen Rechtspartei in diesem Bundesland mit 8,1 % der Stimmen die bis 1953 auf Landesebene geltende Fünf-Prozent-Hürde übersprungen hatte. Ende 1949 spaltete sich der radikale Flügel – vor allem vom niedersächsischen Landesverband – ab und bildete die 1952 verbotene Sozialistische Reichspartei (SRP).
Der Versuch, die DNVP in Form der DKP-DRP wiederzubeleben, scheiterte endgültig 1950, als sich die Deutsche Rechtspartei Niedersachsen abspaltete und mit der NDP Hessen von Heinrich Leuchtgens zur Deutschen Reichspartei (DRP) fusionierte. Der Rest der Partei, also die Deutsche Konservative Partei in Nordrhein-Westfalen, Schleswig-Holstein und Hamburg, benannte sich in Nationale Rechte um und schloss sich ab 1954 vor allem der FDP und der Deutschen Partei (DP) an.

#### Zweiter Versuch (1962–1964)
Am 21. September 1962 gründete der ehemalige FDP- und DP-Bundestagsabgeordnete Heinrich Fassbender, der bereits in der Weimarer Republik DNVP-Mitglied gewesen war, mit einigen national-konservativen Gesinnungsgenossen eine neue DNVP. Nachdem dieser kein Erfolg beschieden war, überführte Fassbender sie 1964 in die neugegründete Nationaldemokratische Partei Deutschlands (NPD; 2023 umbenannt in Die Heimat).

## Parteiprogramm
Insgesamt zielte das Programm auf eine Wiederherstellung der Vorkriegsverhältnisse. Die zentralen Forderungen wurden von den auflagenstarken Zeitungen des Hugenberg-Konzerns beworben.

### Innenpolitik
- Interessenvertretung der Großgrundbesitzer und der Schwerindustrie
- Wiederherstellung der Monarchie; Forderung nach starker Exekutive (Reichspräsident)
- Unabhängiges Berufsbeamtentum
- „Starkes deutsches Volkstum“ gegen den „undeutschen Geist“ und „gegen die seit der Revolution immer verhängnisvoller hervortretende Vorherrschaft der Juden in Regierung und Öffentlichkeit“[19]

Diese Programmatik trug der Partei sowohl von völkischer als auch von sozialdemokratischer und jüdischer Seite den Vorwurf des „Zweckantisemitismus“ ein: Damit täusche sie ihre Wähler, von denen einige Judenfeindschaft als Kapitalismuskritik verstanden, andere Furcht vor einem angeblich jüdischen Bolschewismus umtrieb. Laut dem Soziologen Werner Bergmann war der Antisemitismus der DNVP lediglich eine „Verdeckungsideologie ihrer großagrarisch-industriellen Interessen“. Gleichwohl sei seine Wirkung verheerend gewesen: Die alten konservativen Führungsschichten, die in der Partei vertreten waren, hätten ihn legitimiert, wodurch „das Wert- und Rechtsempfinden der Bevölkerung systematisch unterminiert“ worden sei. Dadurch sei die DNVP zu „einer der zentralen Kräfte bei der Zerstörung der Weimarer Demokratie“ geworden.

### Außenpolitik
- Kolonial- und Vertragsrevisionismus: Aufhebung des Versailler Vertrages mit Wiedererwerb der nach dem Ersten Weltkrieg abgetretenen Gebiete und ehemaliger deutscher Kolonien
- „Volksgemeinschaft aller Deutschen im In- und Ausland“

## Parteiorganisation

### Vorsitzende
| Name (Lebensdaten)                    | Beginn der Amtszeit | Ende der Amtszeit | Anmerkungen                                |
| ------------------------------------- | ------------------- | ----------------- | ------------------------------------------ |
| Oskar Hergt (1869–1967)               | 19. Dezember 1918   | 23. Oktober 1924  |                                            |
| Johann Friedrich Winckler (1856–1943) | 3. Februar 1925     | 24. März 1926     | zuvor geschäftsführend ab 23. Oktober 1924 |
| Kuno Graf von Westarp (1864–1945)     | 24. März 1926       | 20. Oktober 1928  |                                            |
| Alfred Hugenberg (1865–1951)          | 20. Oktober 1928    | 27. Juni 1933     |                                            |

### Fraktionsvorsitzende im Reichstag
| Name (Lebensdaten)                       | Amtszeit      |
| ---------------------------------------- | ------------- |
| Arthur von Posadowsky-Wehner (1845–1932) | 1919 bis 1920 |
| Oskar Hergt (1869–1967)                  | 1920 bis 1924 |
| Martin Schiele (1870–1939)               | 1924          |
| Kuno Graf von Westarp (1864–1945)        | 1924 bis 1929 |
| Ernst Oberfohren (1881–1933)             | 1929 bis 1933 |
| Otto Schmidt-Hannover (1888–1971)        | 1933          |

## Wahlergebnisse

### Reichstagswahlen
| Wahlen             | Stimmanteil | Zuwachs/Verluste | Mandate | Zuwachs/Verluste | Stimmen   | Spitzenkandidat              |
| ------------------ | ----------- | ---------------- | ------- | ---------------- | --------- | ---------------------------- |
| 19. Januar 1919    | 10,3 %      | –                | 044     | +44              | 3.121.541 | Arthur von Posadowsky-Wehner |
| 6. Juni 1920       | 15,1 %      | +4,8 %           | 071     | +27              | 4.249.100 | Oskar Hergt                  |
| 4. Mai 1924        | 19,5 %      | +4,4 %           | 095     | +24              | 5.696.475 | Oskar Hergt                  |
| 7. Dezember 1924   | 20,5 %      | +1,0 %           | 103     | 0+8              | 6.205.802 | Kuno von Westarp             |
| 20. Mai 1928       | 14,3 %      | −6,2 %           | 073     | −30              | 4.381.563 | Kuno von Westarp             |
| 14. September 1930 | 07,0 %      | −7,3 %           | 041     | −32              | 2.457.686 | Alfred Hugenberg             |
| 31. Juli 1932      | 05,9 %      | −1,1 %           | 037     | 0−4              | 2.178.024 | Alfred Hugenberg             |
| 6. November 1932   | 08,7 %      | +2,8 %           | 051     | +14              | 2.959.053 | Alfred Hugenberg             |
| 5. März 1933       | 008,0 % 1   | −0,7 %           | 052     | 0+1              | 3.136.760 | Alfred Hugenberg             |